# Botykapeterd
Botykapeterd é um município da Hungria, situado no condado de Baranya. Tem 17,43 km² de área e sua população em 2019 foi estimada em 332 habitantes.